# Allibert
Pour l’article ayant un titre homophone, voir Alibert.
Allibert Trekking est un voyagiste ou agence de voyages française spécialisé dans le voyage d'aventure, créé en 1975 par Philippe Allibert, guide de haute-montagne et sa femme Simone.
Le couple s'associe en 1977 avec Jef Tripard et Jean-Luc Poulat, eux aussi guides de haute montagne, et ils organisent ensemble une trentaine de randonnées par an, principalement dans les Alpes.
L'entreprise est basée depuis toujours à Chapareillan, en Isère.

## Histoire
Née de la passion de trois guides de haute montagne, Allibert Trekking conçoit et organise des randonnées, trekkings et expéditions dans le monde entier depuis près de 50 ans.

### Quelques dates
- 1975 : Philippe Allibert, guide de haute montagne, crée son premier programme d’alpinisme avec son épouse, Simone, étudiante en droit européen.
- 1977 : Philippe rencontre deux jeunes guides de haute montagne : Jef Tripard, biologiste, qui voyage dans des pays alors peu fréquentés (Pérou, Maroc à ski, Sahara), et Jean-Luc Poulat, expert-comptable. Ensemble, ils vont organiser une trentaine de randonnées par an pour 300 clients, principalement dans les Alpes.
- 1982 : Premier voyage long-courrier avec l’ascension du Kilimandjaro.
- 1984 : Début des expéditions dans les Andes, puis en Himalaya.
- 1985 : Première expédition d’alpinisme conduite par Philippe Allibert au Pérou pour gravir l’Ausangate. Au catalogue, 160 randonnées, trekkings, courses d’alpinisme ou de ski de randonnée, expéditions.
- 1990 : Première française, le mont San Valentin, en Patagonie, expédition menée par Jef Tripard, Philippe Modéré et Marcos Couch.
- 1992 : Michel Vibert, guide de haute montagne savoyard et enseignant, rejoint l’équipe. Il développe des destinations. Première mondiale au Ganglagachu (6 000 m), au Bhoutan, expédition conduite par Philippe Allibert et Jef Tripard.
- 1996 : Double première française au Népal avec le duo Philippe Allibert-Jef Tripard : Puntha Hiunchuli (7 246 m) et Kang Tokal (6 250 m).
- 1999 : Le fondateur, Philippe Allibert, se tue à moto. Aux obsèques, ni fleurs ni couronnes, mais des dons pour le forage d’un puits destiné aux nomades Aït Atta, au Maroc. Simone Allibert devient PDG.
- 2004 : Lancement des voyages Liberté[1]. Réalisation d’une grande traversée de six mois dans le Tibet oriental.
- 2012 : Allibert Trekking intègre le groupe Voyageurs du monde[2],[3].

## Concurrents
- Terres d'Aventure